# Juan Cole
John Ricardo I. "Juan" Cole (Albuquerque, Nuevo México, octubre de 1952) es un investigador estadounidense, intelectual público, y el historiador moderno de Oriente Medio y Asia meridional.  Obtuvo el título de "Richard P. Mitchell Profesor Colegiado de la historia" de la Universidad de Míchigan. Como comentarista en asuntos de Oriente Medio, ha aparecido en forma impresa y en la televisión, y testificó ante el Senado de los Estados Unidos. Ha publicado varios libros revisados por pares en el Medio Oriente moderno y es un traductor de árabe y persa. Desde 2002, escribe un blog, Informed Comment (Comentarios informados).